# Varanus
« Varan » redirige ici. Ne pas confondre avec Warrant.
 (février 2011).
Si vous disposez d'ouvrages ou d'articles de référence ou si vous connaissez des sites web de qualité traitant du thème abordé ici, merci de compléter l'article en donnant les références utiles à sa vérifiabilité et en les liant à la section « Notes et références ».
Genre
Les varans (Varanus) sont un genre de sauriens, le seul genre actuel de la famille des Varanidés. Ils sont originaires d'Afrique, d'Asie et d'Océanie, et une espèce se trouve également dans les Amériques en tant qu'espèce envahissante. Environ 80 espèces sont reconnues.

## Description

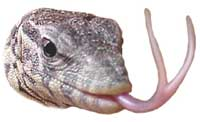
La langue bifide d'un varan

Ce sont des lézards, en général de grande taille. Ils se distinguent des autres lézards par leur long cou, leur crâne triangulaire et leur langue bifide - comme celle d'un serpent. Toutes les espèces de varans sont carnivores (à part une qui se nourrit aussi de fruits). Ils ont des mâchoires puissantes et des membres armés de cinq griffes acérées. Les varans sont ovipares, ils ont des oreilles externes et des paupières. Ils ne peuvent pas se séparer de leur queue comme certains lézards (voir Autotomie). Les espèces les plus proches des varans sont les hélodermes et les faux varans (qui n'ont pas d'oreilles externes). Les varans sont trouvés dans les régions tropicales et sous-tropicales de l'Afrique, de l'Asie et de l'Australie (dans ce dernier cas, ils sont localement appelés goannas). La majorité des espèces viennent d'Océanie, partiellement par manque de compétition mammalienne.
Les plus connus sont :
- Varanus komodoensis : le Varan de Komodo, l'un des plus grands lézards actuels ;
- Varanus niloticus : le Varan du Nil ;
- Varanus gouldii : le Varan de Gould.

## Répartition géographique
On en connaît plus de 80 espèces actuelles, réparties entre l'Afrique, l'Asie et l'écozone australasienne. Certaines espèces n'ont été découvertes que récemment, tels Varanus yemenensis en 1985 (au Yémen) ou Varanus bitatawa et Varanus obor en 2010 (sur l'île de Luçon (Philippines) et celle de Sanana (Moluques), respectivement).

### Varans d'Australie

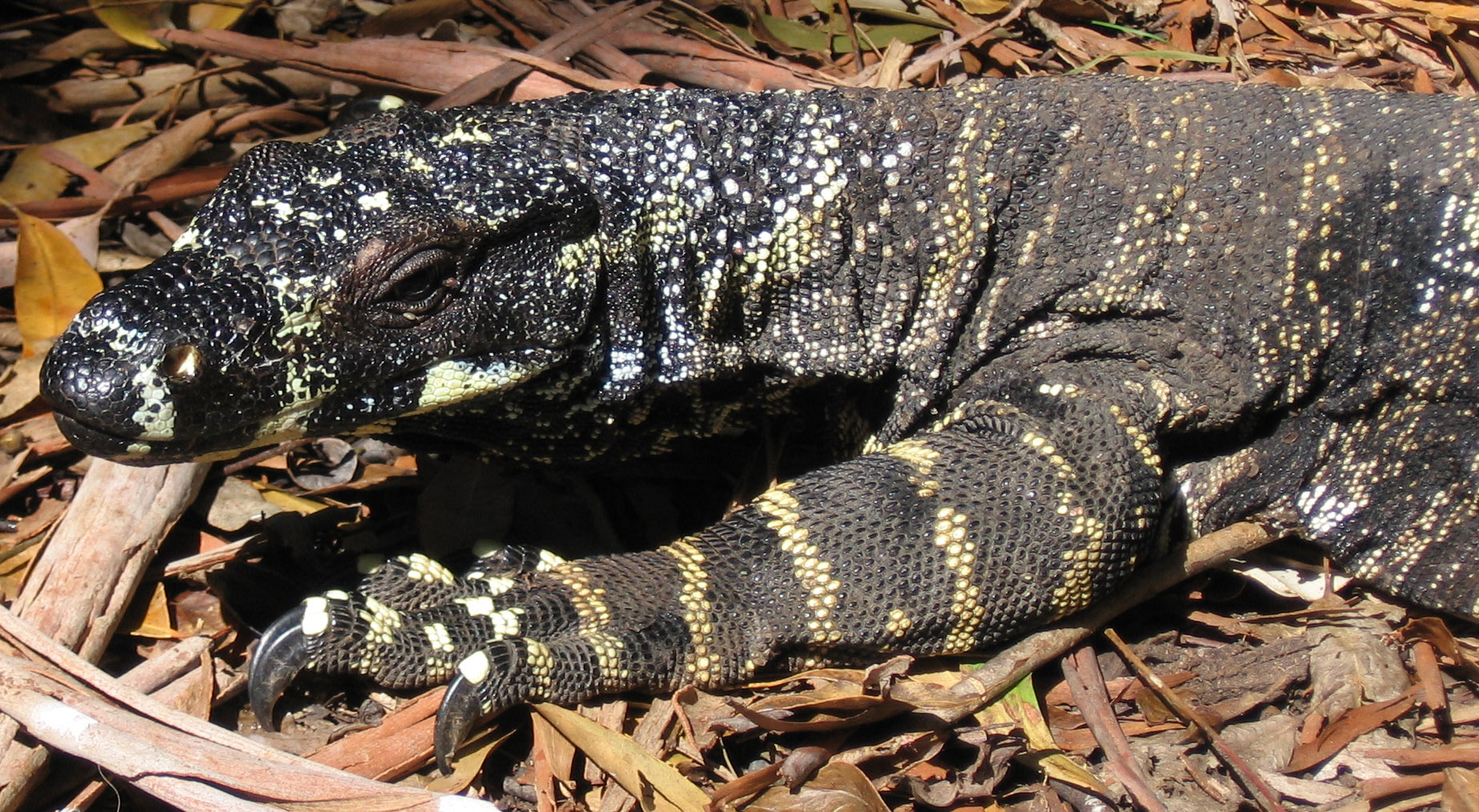
Un varan en Australie

L'Australie abrite environ 25 espèces de varans, dont 15 sont endémiques de ce pays.
Les varans d'Australie sont nommés goannas en anglais. Ce nom local est supposé dériver du mot iguana (« iguane ») qui désigne des reptiles végétariens d'Amérique du Sud, nom que leur auraient donné, par erreur, les premiers colons européens.
Les varans jouent un rôle important dans la mythologie aborigène ainsi que dans le folklore australien.

## Paléontologie
Le genre Varanus est le dernier existant de la famille des Varanidés. La famille apparait au Crétacé supérieur (−100,5 à −66,0 Ma) et les plus anciens fossiles proviennent de Mongolie. La famille connait une diversification en plusieurs genres et une certaine expansion au Paléogène, principalement en Eurasie et en Afrique, mais aussi en Amérique du Nord avec le genre Saniwa. Le genre Archaeovaranus semble apparaitre en Chine à l’Éocène. Le genre Varanus qui lui est apparenté apparait enfin au Miocène inférieur simultanément en Asie centrale, en Afrique, en Europe et en Australie, ce qui ne permet pas à l'heure actuelle de déterminer son origine avec certitude, bien que l'on suppose généralement une origine asiatique.
Les varans du genre Varanus étaient répandus en Europe au cours du Néogène et jusqu'au Quaternaire. Ils y apparaissent à partir du Miocène inférieur. La plus ancienne occurrence provient de Suisse. D'autres genres disparus de Varanidés avaient vécu auparavant en Europe au Paléogène. Varanus semblent avoir connu un certain succès en se diversifiant au Miocène moyen et supérieur, avec de nombreux fossiles découverts dans une grande partie de l'Europe. Ensuite leur répartition recule vers le sud de l'Europe au cours du Pliocène supérieur, lorsque le climat se refroidit, jusqu'au Pléistocène où l'apparition des glaciations les confinent à des aires relictuelles. Les derniers fossiles de varans en Europe datent du Pléistocène moyen d’Athènes en Grèce.

## Habitudes et régime alimentaire
La plupart des varans sont presque entièrement carnivores, consommant des proies aussi variées que des insectes, des crustacés, des arachnides, des myriapodes, des mollusques, des poissons, des amphibiens, des reptiles, des oiseaux et des mammifères. La plupart des espèces se nourrissent d'invertébrés à l'état juvénile et passent à l'alimentation sur les vertébrés à l'âge adulte. Les cerfs représentent environ 50 % du régime alimentaire des adultes de la plus grande espèce, Varanus komodoensis. En revanche, trois espèces arboricoles des Philippines, Varanus bitatawa, Varanus mabitang et Varanus olivaceus, sont principalement frugivores,,. Bien que normalement solitaires, des groupes comptant jusqu'à 25 varans individuels sont courants dans les écosystèmes qui ont des ressources en eau limitées.[réf. nécessaire]

## Caractéristiques

### Mode de vie
Carnivores, les varans sont trapus avec des dents et des griffes acérées. Ils se nourrissent de toutes sortes de petits animaux : insectes, lézards, serpents, petits mammifères, oiseaux, œufs. On a vu un Varan Perenti tuer un jeune kangourou et s'en nourrir, comme un chien, en arrachant des morceaux de chair. Mais contrairement à la légende, ils ne s'attaquent pas aux moutons[réf. nécessaire].
Les varans sont de taille très variable selon les espèces. Le plus grand est le Varan de Komodo qui peut atteindre 3 m de long. Le plus petit, le Varan à queue courte (Varanus brevicauda), mesure moins de 20 cm. Il se nourrit d'insectes, de lézards et de petites souris.
La plupart des varans sont de couleur foncée, mélange surtout de noir, gris, vert et blanc. Les espèces vivant dans les zones désertiques sont plutôt couleur sable.
Comme la plupart des sauriens, les varans sont ovipares. Ils pondent leurs œufs dans un nid ou un trou. Le temps d'incubation est souvent inversement proportionnel à la température du nid. Certaines espèces pondent dans une termitière, ce qui assure protection et chaleur à l'œuf, et nourriture au nouveau-né. À la différence de certains autres lézards, leurs membres ou leur queue ne peuvent pas repousser en cas de perte.

### Habitat
Les varans vivent sur presque tout le territoire australien (à l'exception de la Tasmanie) et dans des milieux très variés. La plupart des espèces sont terrestres ou s'enfouissent sous terre. Le plus courant est le Varan de Gould (Varanus gouldii). On le trouve à proximité immédiate d'un terrier, dans le creux d'un tronc d'arbre, ou dans des cavités creusées dans le sol et pouvant atteindre 1 m de profondeur. Il peut même habiter des terriers de lapins. Généralement l'extrémité des galeries est située juste sous la surface du sol, de façon à pouvoir s'échapper facilement en dégageant la pellicule de terre qui reste à enlever si l'entrée principale est bloquée par un prédateur ou un éboulement.
Quelques varans vivent sous les rochers ou dans les failles de falaises, souvent avec des adaptations particulières qui les aident dans leur survie. Ainsi le Varan à queue épineuse (Varanus acantharus) du nord de l'Australie a des aiguillons sur la queue qui lui permettent de se défendre efficacement avec ses coups de queue.
Si certains varans terrestres sont capables de grimper occasionnellement aux arbres, d'autres espèces sont arboricoles : le Varan bigarré (Varanus varius) — le deuxième varan en taille (avec une longueur de près de 2 m) — et surtout le Varan de Timor (Varanus timorensis), le Varan moucheté (Varanus tristis), Varanus gilleni, les varans du complexe prasinus (varanus prasinus, V. beccari, V. macraei et V. reisingeri).
D'autres varans sont adaptés aux lieux marécageux comme le Varan du Pacifique (Varanus indicus). Le Varan de Mertens (Varanus mertensi ou Varanus mitchelli, très proche), qui atteindre 1 m de long, se trouve dans les lagunes et les rivières du nord de l'Australie. C'est un bon nageur, avec des narines situées au sommet et en avant de la tête, munies de valves qu'il ferme pour aller sous l'eau. Il utilise sa queue comme pagaie. La plupart des varans sont d'ailleurs de bons nageurs mais ne vont pas d'eux-mêmes dans l'eau.

## Préservation
Selon la IUCN Red List des espèces menacées, la plupart des espèces de varans sont classées dans les catégories de préoccupation mineure, mais la population diminue globalement. Toutes les espèces de varans, sauf cinq, sont classées par la Convention sur le commerce international des espèces de faune et de flore sauvages menacées d'extinction dans l'Annexe II, qui est définie de manière lâche comme des espèces qui ne sont pas nécessairement menacées d'extinction, mais qui pourraient le devenir à moins que le commerce de ces espèces ne soit soumis à une réglementation stricte afin d'éviter une utilisation incompatible avec la survie des espèces dans la nature. Les cinq espèces restantes - Bengal monitor, V. flavescens, V. griseus, V. komodoensis, et V. nebulosus - sont classées dans l'Annexe I de la CITES, qui interdit le commerce international commercial de ces espèces.

## Liste des espèces
Selon The Reptile Database (9 novembre 2017) :
- Sous-genre[11],[12] Empagusia :

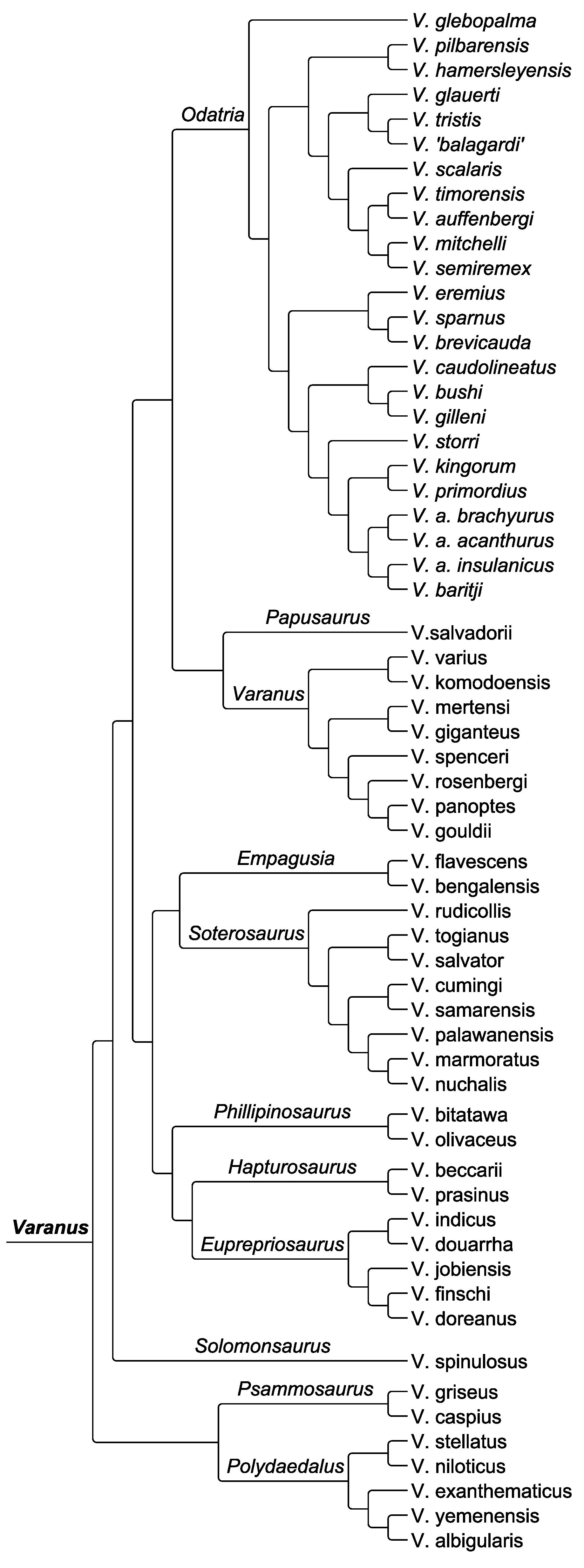
Brennan et al. Phylogénie 2020

  - Varanus (Empagusia) bengalensis (Daudin, 1802) - Varan du Bengale
  - Varanus (Empagusia) dumerilii (Schlegel, 1839) – Varan de Duméril
  - Varanus (Empagusia) flavescens (Hardwicke & Gray, 1827) - Varan jaune
  - Varanus (Empagusia) nebulosus (Gray, 1831) - Varan nébuleux
  - Varanus (Empagusia) rudicollis (Gray, 1845) - Varan à cou rugueux

- Sous-genre Euprepiosaurus :
  - Varanus (Euprepiosaurus) beccarii (Doria, 1874) - Varan noir
  - Varanus (Euprepiosaurus) boehmei Jacobs, 2003 - Varan de Böhme
  - Varanus (Euprepiosaurus) bogerti Mertens, 1950 - Varan noir de Bogert
  - Varanus (Euprepiosaurus) caerulivirens Ziegler, Böhme & Philipp, 1999 - Varan à reflets bleus
  - Varanus (Euprepiosaurus) cerambonensis Philipp, Böhme & Ziegler, 1999 - Varan de Céram
  - Varanus (Euprepiosaurus) doreanus (Meyer, 1874) – Varan à queue bleue
  - Varanus (Euprepiosaurus) douarrha (Lesson, 1830)
  - Varanus (Euprepiosaurus) finschi Böhme, Horn & Ziegler, 1994 - Varan de Finsch
  - Varanus (Euprepiosaurus) indicus (Daudin, 1802) - Varan du Pacifique
  - Varanus (Euprepiosaurus) jobiensis Ahl, 1932 - Varan de Sepik
  - Varanus (Euprepiosaurus) juxtindicus Böhme, Philipp & Ziegler, 2002 - Varan de Rennell
  - Varanus (Euprepiosaurus) keithhornei (Wells & Wellington, 1985) - Varan de Horne
  - Varanus (Euprepiosaurus) kordensis (Meyer, 1874)
  - Varanus (Euprepiosaurus) lirungensis Koch, Arida, Schmitz, Böhme & Ziegler, 2009
  - Varanus (Euprepiosaurus) macraei Böhme & Jacobs, 2001 - Varan de Mac Rae
  - Varanus (Euprepiosaurus) melinus Böhme & Ziegler, 1997 - Varan jaune coing
  - Varanus (Euprepiosaurus) obor Weijola & Sweet, 2010 - Varan de Sago
  - Varanus (Euprepiosaurus) prasinus (Schlegel, 1839) - Varan émeraude
  - Varanus (Euprepiosaurus) rainerguentheri Ziegler, Böhme & Schmitz, 2007
  - Varanus (Euprepiosaurus) reisingeri Eidenmüller & Wicker, 2005 - Varan de Reisinger
  - Varanus (Euprepiosaurus) semotus Weijola, Donnellan & Lindqvist, 2016
  - Varanus (Euprepiosaurus) spinulosus Mertens, 1941 - Varan à épines
  - Varanus (Euprepiosaurus) telenesetes Sprackland, 1991
  - Varanus (Euprepiosaurus) yuwonoi Harvey & Barker, 1998 - Varan de Yuwono
  - Varanus (Euprepiosaurus) zugorum Böhme & Ziegler, 2005

- Sous-genre Odatria :
  - Varanus (Odatria) acanthurus Boulenger, 1885 – Varan à queue épineuse
  - Varanus (Odatria) auffenbergi Sprackland, 1999 – Varan d'Auffenberg
  - Varanus (Odatria) baritji King & Horner, 1987 - Varan tacheté à queue épineuse
  - Varanus (Odatria) brevicaudus Boulenger, 1898 – Varan à queue courte
  - Varanus (Odatria) bushi Aplin, Fitch & King, 2006 - Varan de Bush
  - Varanus (Odatria) caudolineatus Boulenger, 1885 - Varan rayé ou Varan à queue rayée
  - Varanus (Odatria) eremius Lucas & Frost, 1895 - Varan pygmée
  - Varanus (Odatria) gilleni Lucas & Frost, 1895 - Varan pygmée du mulga
  - Varanus (Odatria) glauerti Mertens, 1957 - Varan du Kimberley
  - Varanus (Odatria) glebopalma Mitchell, 1955 - Varan crépusculaire
  - Varanus (Odatria) hamersleyensis Maryan, Oliver, Fitch & O’Connell, 2014 - Varan d'Hamersley
  - Varanus (Odatria) kingorum Storr, 1980
  - Varanus (Odatria) mitchelli Mertens, 1958 - Varan de Mitchell
  - Varanus (Odatria) pilbarensis Storr, 1980 - Varan de Pilbara
  - Varanus (Odatria) primordius Mertens, 1942
  - Varanus (Odatria) scalaris Mertens, 1941 - Varan arboricole tacheté
  - Varanus (Odatria) semiremex Peters, 1869
  - Varanus (Odatria) similis Mertens, 1958
  - Varanus (Odatria) sparnus Doughty, Kealley, Fitch & Donnellan, 2014
  - Varanus (Odatria) storri Mertens, 1966
  - Varanus (Odatria) timorensis Gray, 1831 - Varan de Timor
  - Varanus (Odatria) tristis (Schlegel, 1839) - Varan moucheté

- Sous-genre Papusaurus :
  - Varanus (Papusaurus) salvadorii (Peters & Doria, 1878) - Varan-crocodile ou Varan de Salvadori

- Sous-genre Philippinosaurus :
  - Varanus (Philippinosaurus) bitatawa Welton, Siler, Bennett, Diesmos, Ruya, Dugay, Rico, Van Weerd & Brown, 2010 - Varan bitatawa
  - Varanus (Philippinosaurus) mabitang Gaulke & Curio, 2001 - Varan mabitang
  - Varanus (Philippinosaurus) olivaceus Hallowell, 1857 - Varan de Gray

- Sous-genre Polydaedalus :
  - Varanus (Polydaedalus) albigularis (Daudin, 1802) – Varan des steppes d'Afrique orientale
  - Varanus (Polydaedalus) exanthematicus (Bosc, 1792) - Varan des savanes
  - Varanus (Polydaedalus) yemenensis Böhme, Joger & Schätti, 1989 - Varan du Yémen

- Sous-genre Psammosaurus :
  - Varanus (Psammosaurus) griseus (Daudin, 1803) - Varan du désert ou Varan gris
  - Varanus (Psammosaurus) nesterovi Böhme, Ehrlich, Milto, Orlov & Scholz, 2015 - Varan de Nesterov

- Sous-genre Soterosaurus :
  - Varanus (Soterosaurus) bangonorum Welton, Travers, Siler & Brown, 2014 Varan de Mindoro
  - Varanus (Soterosaurus) cumingi Martin, 1839 - Varan de Mindanao
  - Varanus (Soterosaurus) dalubhasa Welton, Travers, Siler & Brown, 2014 - Varan d'Enteng
  - Varanus (Soterosaurus) marmoratus (Wiegmann, 1834)
  - Varanus (Soterosaurus) nuchalis (Günther, 1872)
  - Varanus (Soterosaurus) palawanensis Koch, Gaulke & Böhme, 2010 - Varan de Palawan
  - Varanus (Soterosaurus) rasmusseni Koch, Gaulke & Böhme, 2010 - Varan de Rasmussen
  - Varanus (Soterosaurus) salvator (Laurenti, 1768) - Varan malais ou Varan à deux bandes
  - Varanus (Soterosaurus) samarensis Koch, Gaulke & Böhme, 2010
  - Varanus (Soterosaurus) togianus (Peters, 1872) - Varan de Togian

- Sous-genre Varanus :
  - Varanus (Varanus) giganteus (Gray, 1845) - Varan Perenti
  - Varanus (Varanus) gouldii (Gray, 1838) - Varan de Gould
  - Varanus (Varanus) komodoensis Ouwens, 1912 - Dragon de Komodo ou Varan de Komodo
  - Varanus (Varanus) mertensi Glauert, 1951 - Varan de Mertens
  - Varanus (Varanus) niloticus (Linnaeus, 1766) - Varan du Nil
  - Varanus (Varanus) panoptes Storr, 1980 - Varan des sables
  - Varanus (Varanus) rosenbergi Mertens, 1957 -  Varan de Rosenberg
  - Varanus (Varanus) spenceri Lucas & Frost, 1903 - Varan de Spencer
  - Varanus (Varanus) varius (White, 1790) - Varan bigarré

## Taxinomie
Il existe une espèce fossile qui est parfois classée dans le genre Varanus : Varanus priscus. Elle a été classée par son découvreur sous le nom Megalania prisca, mais le statut précis est encore en discussion.

## Étymologie
Le mot est une latinisation du mot égyptien waran qui signifie « avertisseur », d'après une croyance selon laquelle les Varans du Nil avertissaient la population de la présence de Crocodiles du Nil.

## Galerie

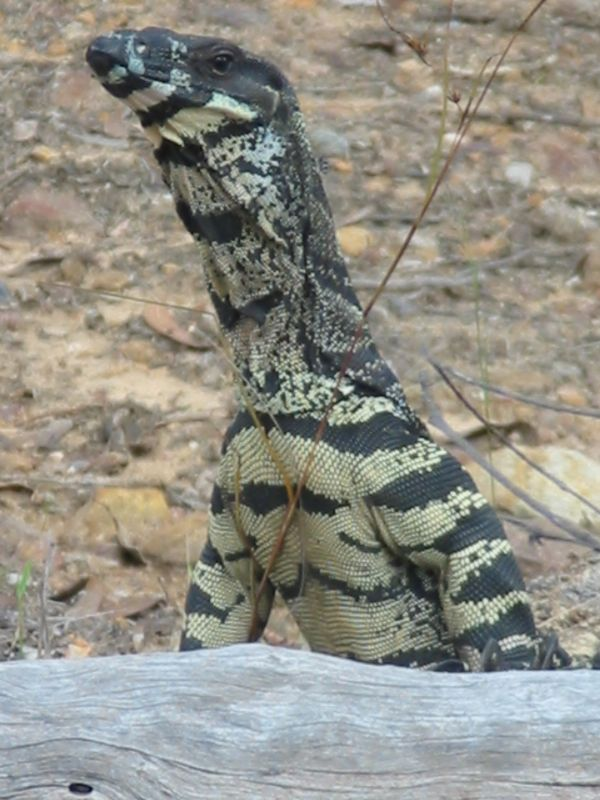
Varan bigarré.
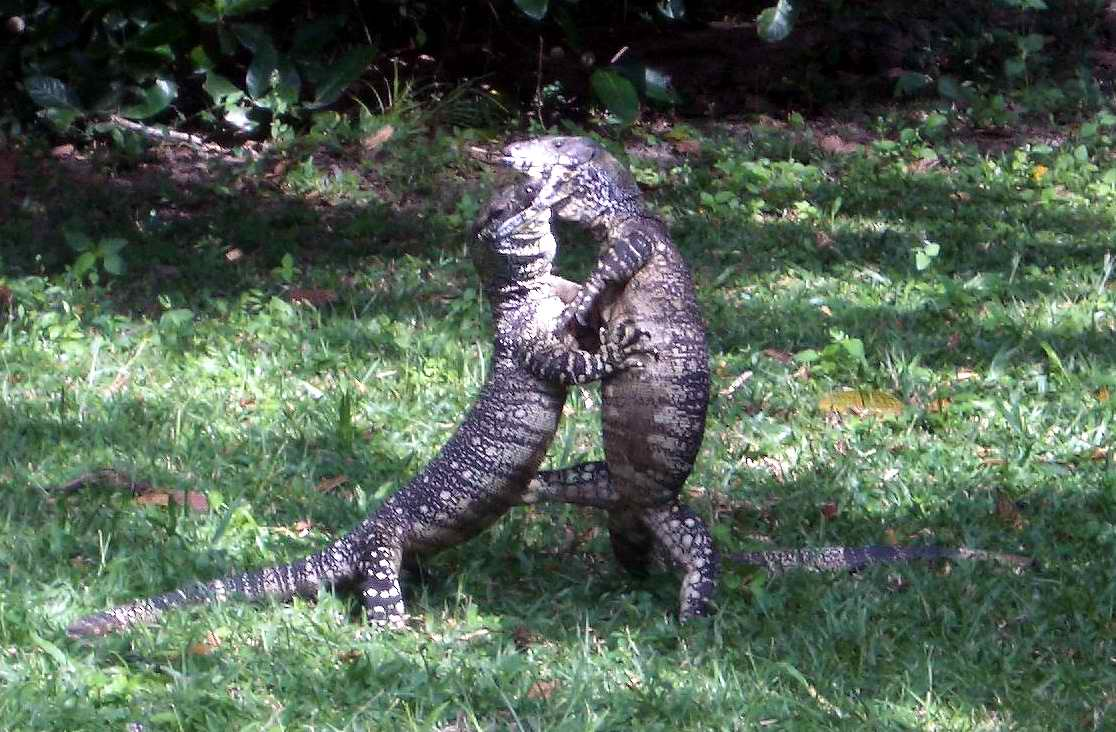
Combat entre varans bigarrés.
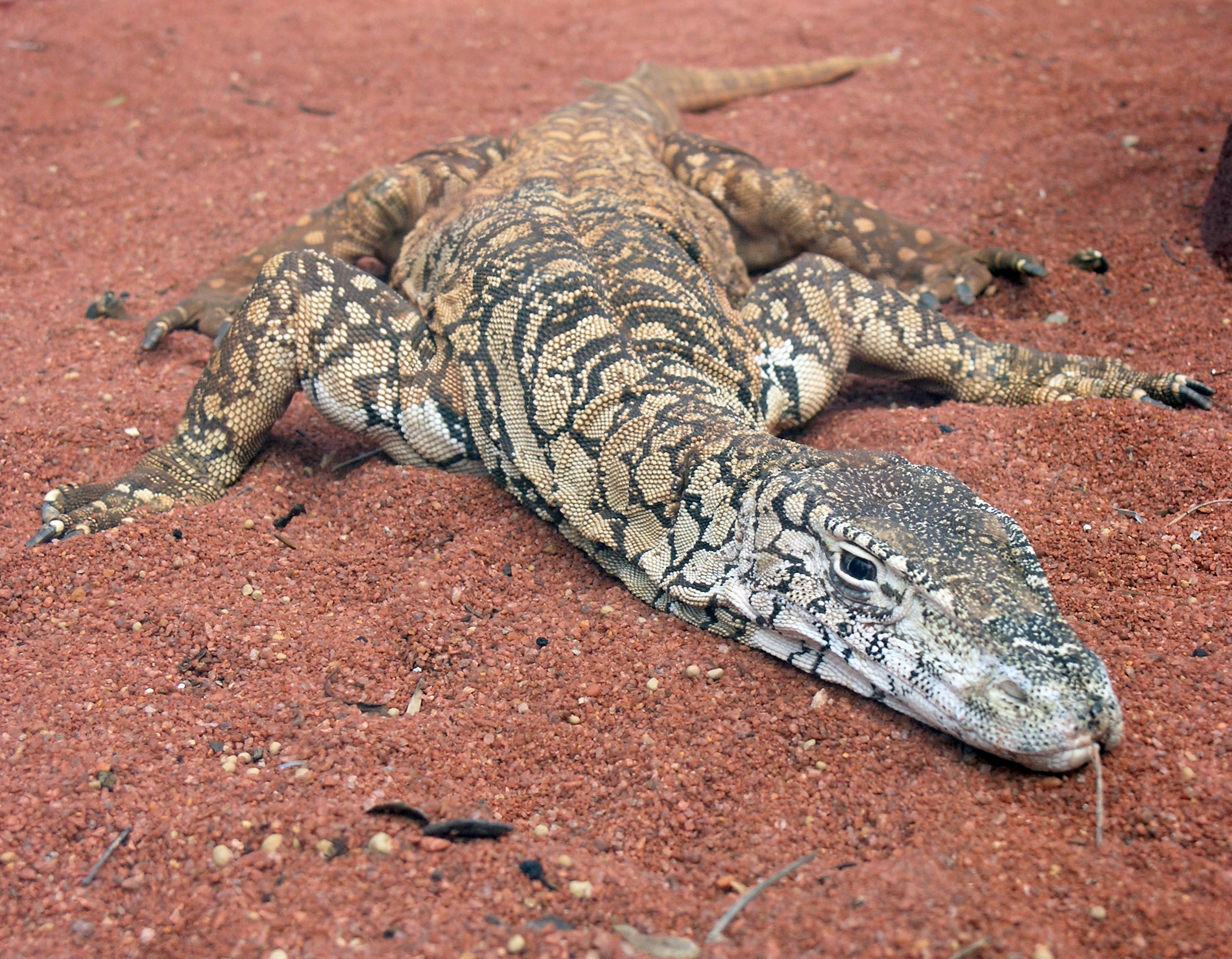
Varan Perenti.
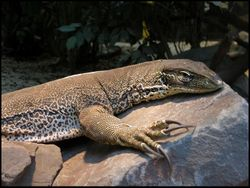
Varanus panoptes.
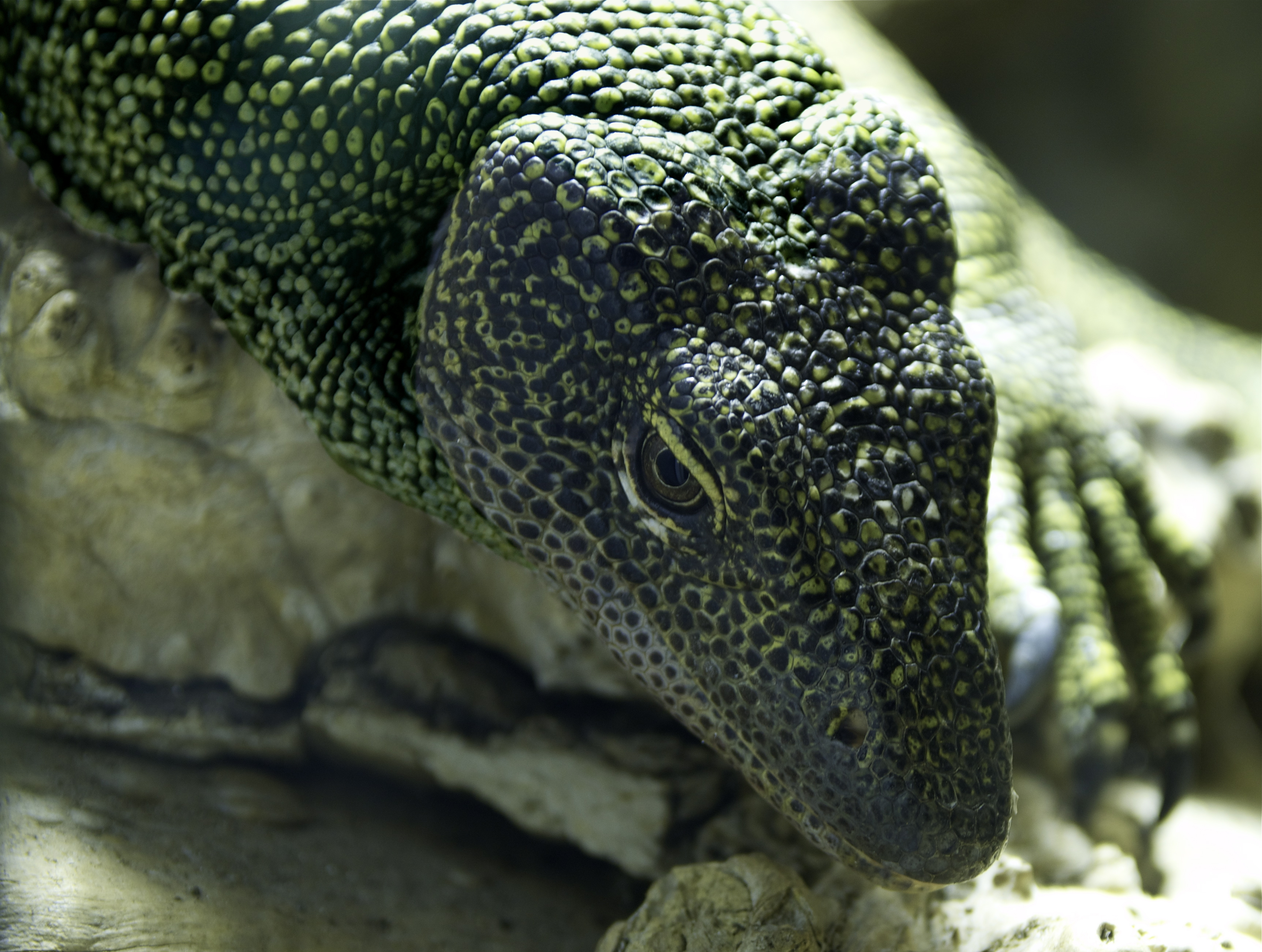
Tête de Varanus indicus, Varan du Pacifique.
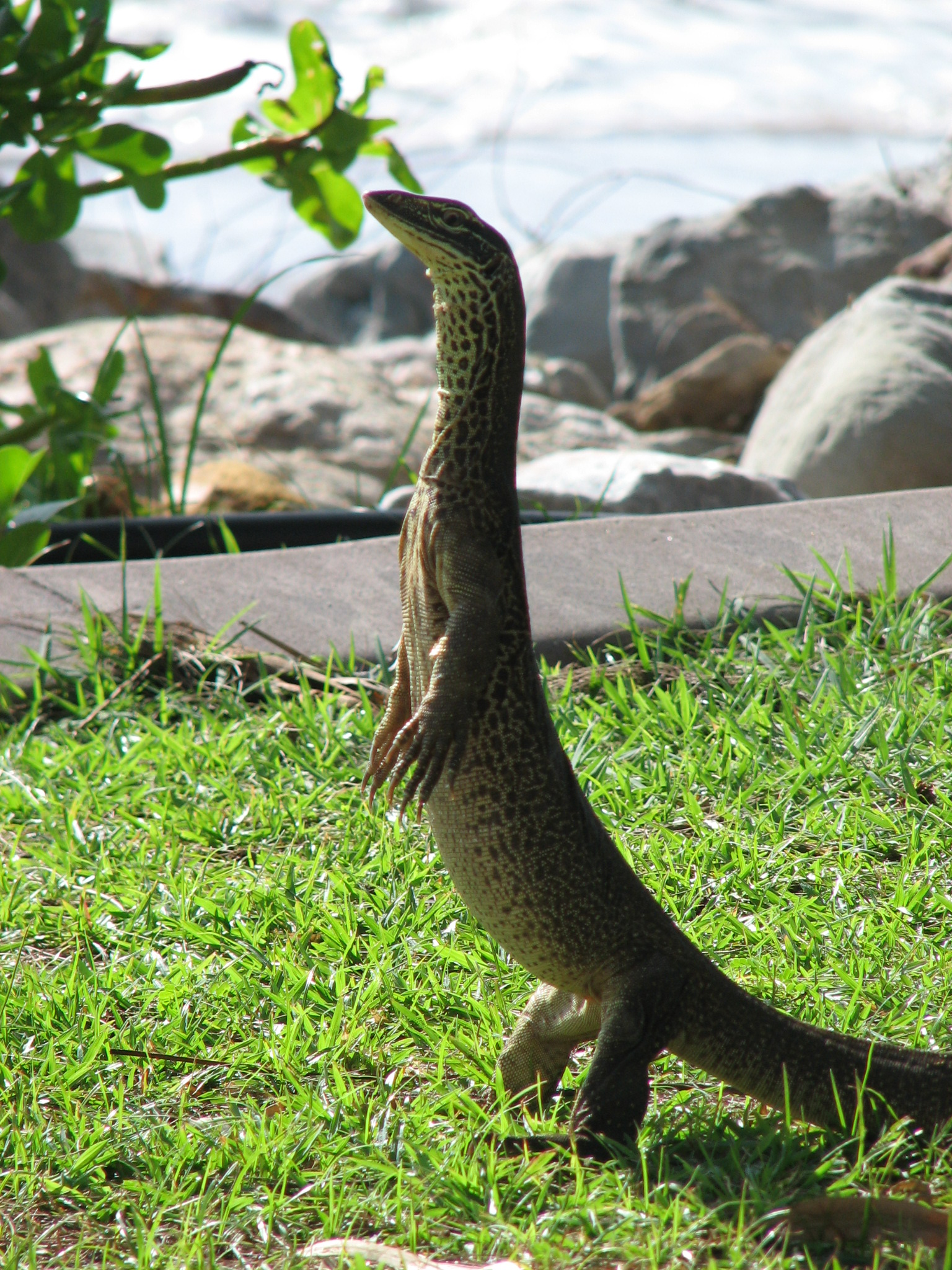
Varanus gouldii
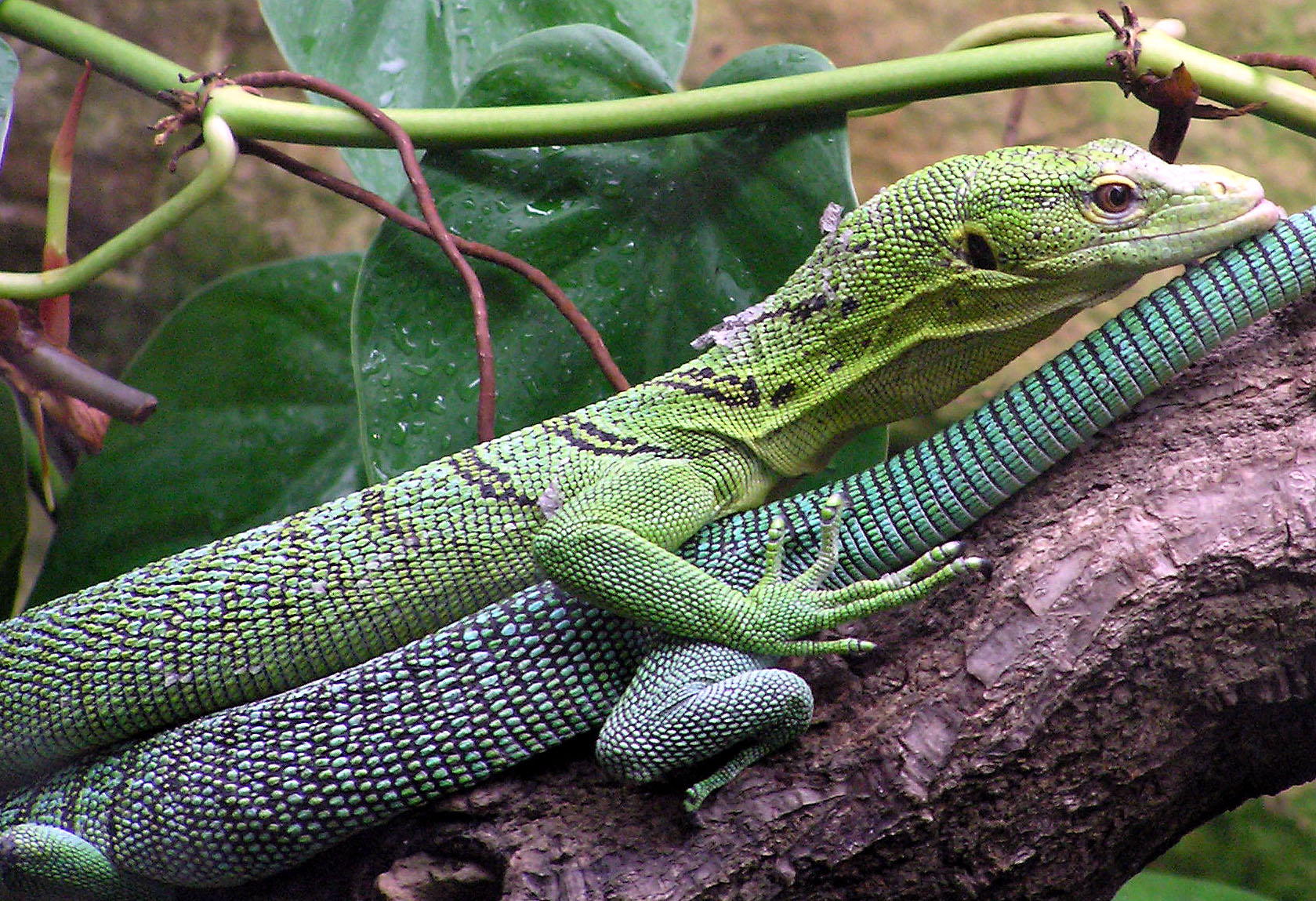
Varanus prasinus
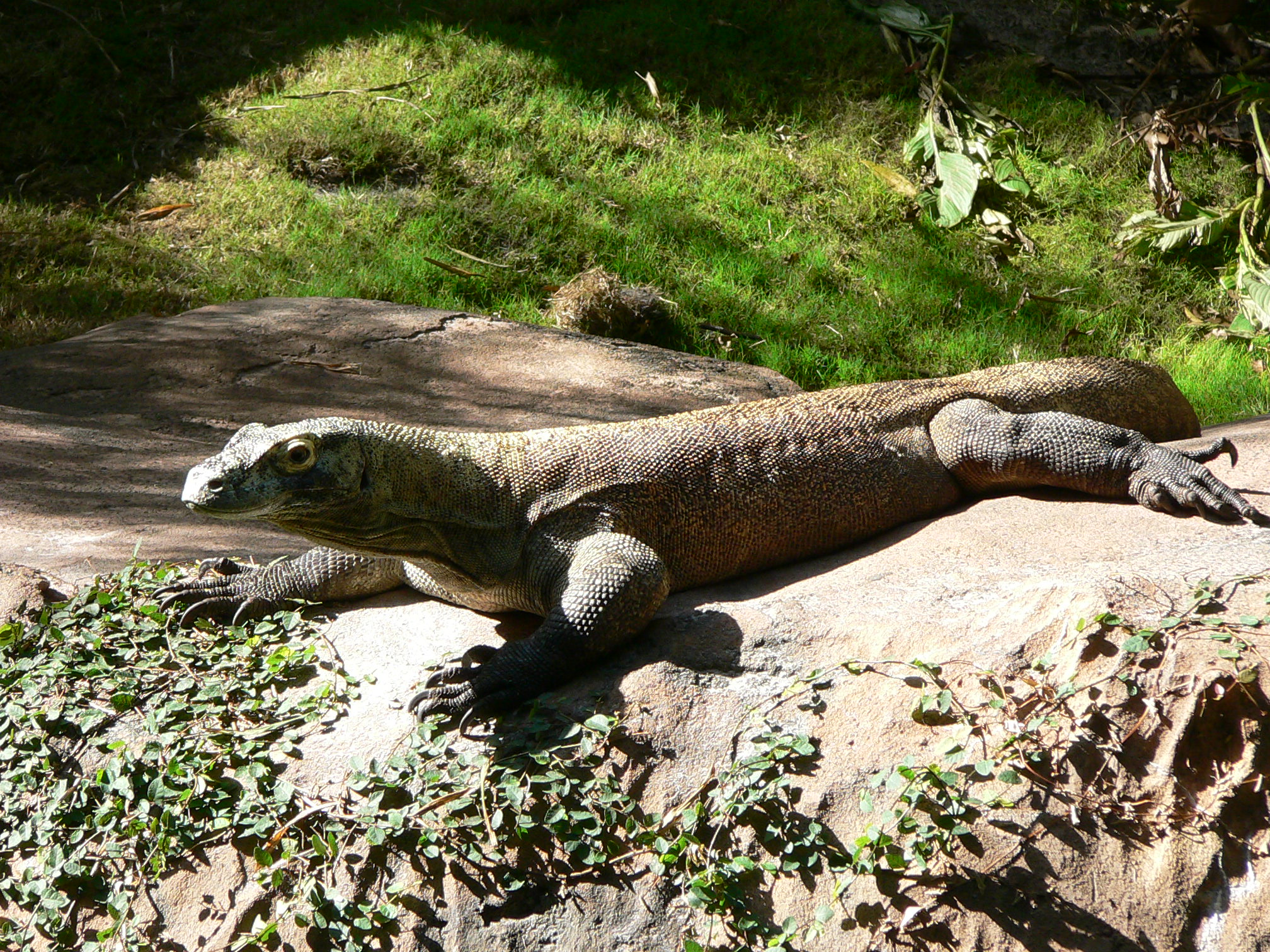
Varan de Komodo
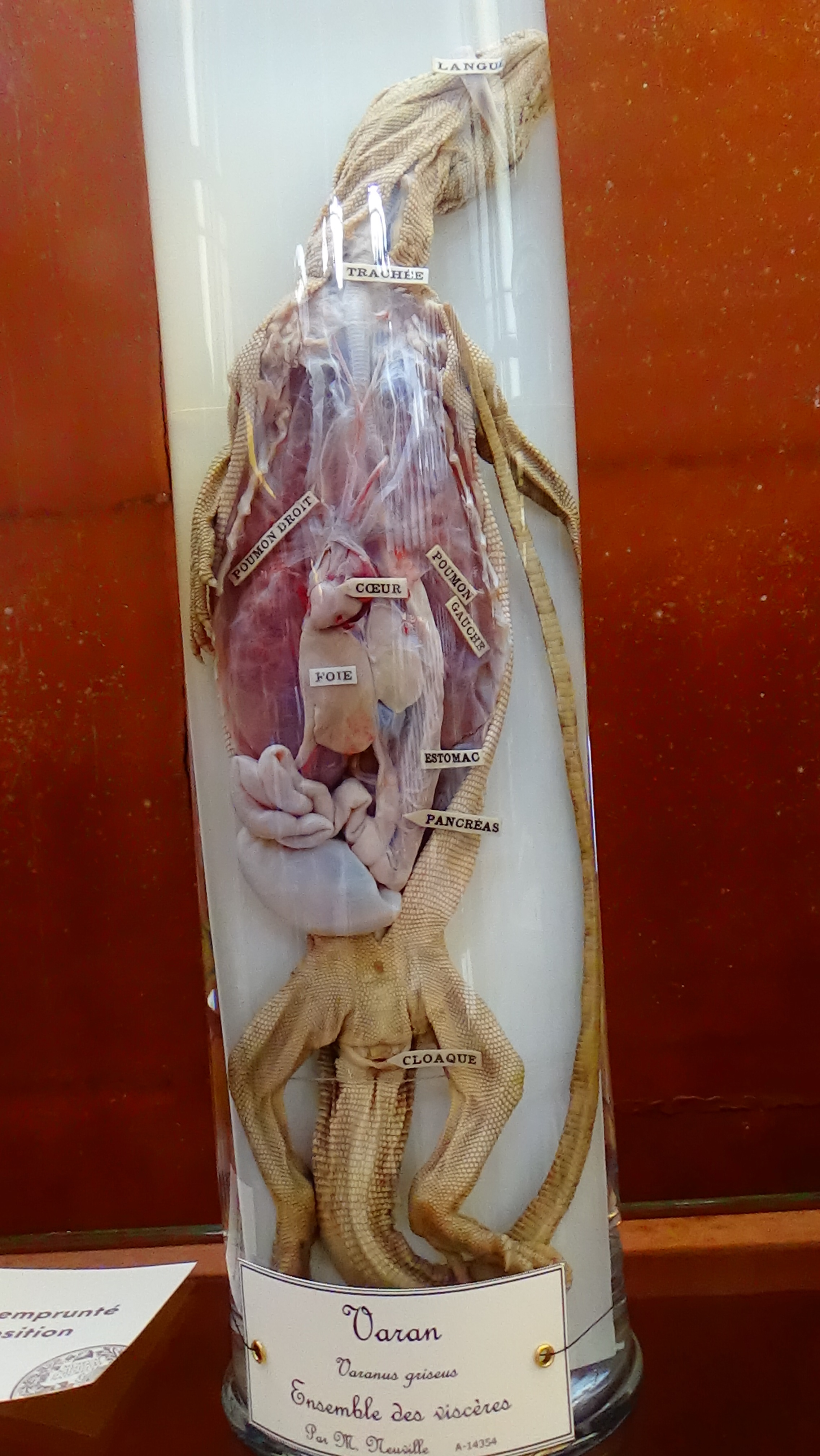
Varanus griseus - Ensemble des viscères - mnhn Paris

## Publications originales
- Hardwicke & Gray, 1827 : A synopsis of the species of saurian reptiles, collected in India by Major-General Hardwicke. The Zoological Journal, London, vol. 3, p. 214-229 (texte intégral)
- Merrem, 1820 : Versuch eines Systems der Amphibien I (Tentamen Systematis Amphibiorum). J. C. Krieger, Marburg, p. 1-191 (texte intégral).